# Хейер, Джорджетт
Джорджетт Хейер (англ. Georgette Heyer; 16 августа 1902 — 4 июля 1974) — английская писательница; автор детективных и исторических любовных романов. Считается основательницей жанра «любовный роман эпохи Регентства».

## Биография
Джорджетт Хейер родилась в Уимблдоне. Её отец, Джордж Хейер, был преподавателем в Кингс Колледж Скул. Её дед по отцу был иммигрантом из России. Она училась в семинарской школе и в Вестминстерском Колледже в Лондоне. В 1925 она вышла замуж за Джорджа Рональда Ружьера, у них был один сын. Муж был горным инженером и Хейер уехала с ним на три года в Восточную Африку. С 1928 по 1929 они жили в Югославии. В начале 1930-х они вернулись в Англию, поскольку муж решил стать юристом. (Сын их, родившийся в 1932, также стал юристом и Королевским Советником). В 1942 г. Джорджетт Хэйер переехала из Сассекса в Лондон.

## Творчество
Свой первый роман Хейер написала в 19 лет, и со временем её популярность неуклонно росла. Самые успешные книги писательницы возникли, когда она начала писать исторические любовные романы об эпохе Регентства, периоде, который со временем стал её визитной карточкой. Хейер делала тщательную подготовительную работу, изучая быт этой эпохи. Её хвалили за аккуратное отображение всех мелочей социального кода, этикета, моды, кулинарии, а также аккуратности в отображении языка. Её произведения повлияли на множество второстепенных писателей.
Кроме того, Хейер написала довольно много детективов, где действие происходит в современности (между двумя мировыми войнами). Это классические английские детективы, где действие происходит в высших слоях общества. Романы Д. Хейер критики сравнивали с творчеством «королевы детектива» А. Кристи, которому они если и уступали в запутанности сюжета, то превосходили разработанностью характеров и точностью психологического рисунка. Почти всегда помимо сугубо детективной линии в романе присутствует и любовная.

### Исторические романы
Большинство исторических романов Хейер в русском переводе носят названия, ничуть не совпадающие с оригинальными английскими.
| Год публ. | Русский перевод               | Варианты перевода                                                                                       | Оригинальное название                                  | Описание | Поджанр, истор.период |
| --------- | ----------------------------- | --- | ------------------------------------------------------ | --- | --- |
| 1921      | «Чёрный мотылек»              | («Оковы страсти», «Залог любви», «Чёрная моль»)                                                         | The Black Moth                                         | Молодой граф становится разбойником | любовный, приключенческий (Регентство)                                                                                              |
| 1923      |                               | | The Great Roxhythe                                     | События романа разворачиваются в 1668—1685 гг. и описывают злоключения вымышленного шпиона, лояльного Карлу II. | исторический, любовный (Реставрация Стюартов)                                                                                       |
| 1925      | «Саймон Холодное Сердце»      | ( «Ледяное сердце», «Сердце воина»)                                                                     | Simon the Coldheart                                    | Исторический роман про Саймона Бовалле, который пленяет француженку Маргарет | исторический, любовный (нач. XV в.)                                                                                                 |
| 1926      | «Тени былого»                 | («Дьявол и паж», «Тени предков»)                                                                        | These Old Shades                                       | Герцог Эйвон встречает на улицах Парижа девушку, переодетую в пажа и затевает расследование | любовный, приключенческий (Регентство). Приквел к «Дитя дьявола» и «An Infamous Army»                                               |
| 1928      | «Опасный маскарад»            | | The Masqueraders                                       | Брат и сестра выдают себя за других в лондонском свете | любовный (Георгианская эпоха) |
| 1929      | «Испытание любовью»           | («Доминика и Бовалле», «В омуте любви», «Боваллет или влюблённый корсар», «Пленник страсти»)            | Beauvallet                                             | Английский пират Ник Бовалле захватывает корабль, влюбляется в пассажирку Доминику и отпускает её | исторический, любовный (Елизаветинский период). Сиквел к «Саймону Холодное Сердце», Ник — прапраправнук Саймона, с той же фамилией. |
| 1930      | «Пудра и мушки»               | («Горькая любовь», «Уроки куртуазности»)                                                                | Powder and Patch (The Transformation of Philip Jettan) | Неотесанный провинциал вынужден отправиться в Париж и приобрести лоск | любовный (Регентство) |
| 1931      | «Роковой сон»                 | («Вильгельм Завоеватель»)                                                                               | The Conqueror                                          | О Вильгельме Завоевателе | исторический, био (XI в.) |
| 1932      | «Дитя дьявола»                | («Жертва любви», «Укрощение дьявола», «Обольститель»)                                                   | Devil’s Cub                                            | Сын герцога Эйвона случайно похищает не ту девушку | любовный, приключенческий (Регентство). Продолжение романа «Тени былого».                                                           |
| 1934      | «Брак по расчёту»             | («Удобный брак», «Проверка верности»)                                                                   | The Convenient Marriage                                | Бесприданнице Лиззи следует выйти замуж за графа, он ей не нравится, зато симпатичен её сестре | любовный (Регентство) |
| 1935      | «Опасное богатство»           | («Неотразимый щеголь»)                                                                                  | Regency Buck                                           | Лондонский денди неожиданно оказывается опекуном брата и сестры из провинции | любовный (Регентство) |
| 1936      | «Роковое кольцо»              | («Кольцо-талисман», «Миражи любви»)                                                                     | The Talisman Ring                                      | Спасшаяся от французской революции аристократка должна выйти замуж за своего скучного кузена | любовный, приключенческий, детектив (Регентство)                                                                                    |
| 1937      |                               | | An Infamous Army                                       | Действие происходит в Брюсселе после Ватерлоо | исторический, любовный (Регентство). Сиквел романов «Тени былого (Дьявол и паж)» и «Дитя дьявола».                                  |
| 1938      | «Бегство короля»              | | Royal Escape                                           | Исторический рассказ о побеге Карла II через кромвелевскую Англию | исторический (Английская революция)                                                                                                 |
| 1940      |                               | | The Spanish Bride                                      | Ветеран наполеоновских войн майор Смит во время осады Бадахоса чуть не разрушил свою карьеру | любовный, исторический (Регентство)                                                                                                 |
| 1940      | «Гибельная страсть»           | | The Corinthian                                         | Сэр Ричард Уиндем собирается жениться на нелюбимой, но тут на его глазах другая совершает побег из дома | любовный (Регентство) |
| 1941      | «Очаровательная авантюристка» | («Обольстительница», «Искусительница», «Искусительница из игорного дома», «Картежница», «Дочь фортуны») | Faro’s Daughter                                        | Аристократ отправляется спасать своего кузена от влюблённости в содержательницу игорного дома | любовный (Регентство) |
| 1944      | «Воспитание чувств»           | | Friday’s Child                                         | Лорду Шэрингему только что отказала из-за его отвратительного характера невеста. Но он вдруг сталкивается с девушкой, влюблённой в него с детства | любовный (Регентство) |
| 1946      | «Вдова поневоле»              | («Тайные наслаждения»)                                                                                  | The Reluctant Widow                                    | Гувернантка соглашается на фиктивный брак, наутро оказывается вдовой и вовлечённой в шпионскую историю | любовный, приключенческий (Регентство)                                                                                              |
| 1948      | «Подкидыш»                    | | The Foundling                                          | Молодому герцогу надоедает всё время находится под опекой слуг, и он сбегает из дома | любовный, приключенческий (Регентство)                                                                                              |
| 1949      | «Арабелла»                    | («Невинный обман»)                                                                                      | Arabella                                               | Бесприданница ради шутки распускает слух о своём богатстве | любовный (Регентство) |
| 1950      | «Великолепная Софи»           | («В поисках любви»)                                                                                     | The Grand Sophy                                        | Энергичная англичанка, пережившая войну с Наполеоном, приезжает из Европы и переворачивает дом своих родственников | любовный (Регентство) |
| 1951      | «Зов сердец»                  | | The Quiet Gentleman                                    | Жервез становится графом, и ему приходится разбираться с семейными проблемами | любовный, детектив (Регентство) |
| 1953      | «Котильон»                    | («Замужество Китти»)                                                                                    | Cotillion                                              | Девушка обязана выйти замуж за одного из своих кузенов, поэтому она соглашается на фиктивную помолвку | любовный (Регентство) |
| 1954      | «Узник страсти»               | | The Toll-Gate                                          | Драгунский капитан Стейпл возвращается в Англию после победы при Ватерлоо Жизнь в глуши не по нраву капитану Джону Стейплу. От скуки он отправляется на поиски приключений… а находит любовь. Едва встретившись взглядом с очаровательной Нелл, капитан понимает — это судьба. Ошибиться здесь невозможно… | детектив, любовный (Регентство) |
| 1955      | «Цена наследства»             | («Цена счастья», «Запутанный клубок», «Переполох в Бате»)                                               | Bath Tangle                                            | Две подруги, теперь мачеха и падчерица, после потери главы семьи. Опекуном одной из них отец назначил бывшего жениха | любовный (Регентство) |
| 1956      | «Муслин с веточками»          | («Порочная невинность»)                                                                                 | Sprig Muslin                                           | Сэр Гарет собирается жениться по расчёту, но по дороге подбирает школьницу с бешеным темпераментом | любовный (Регентство) |
| 1957      | «Запретные желания»           | («Неравный брак»)                                                                                       | April Lady                                             | Молоденькая Нелл замужем за великосветским графом, которого жутко боится | любовный, драма (Регентство) |
| 1957      | «Сильвестр»                   | («Уловки обольщения», «Коварный обольститель»)                                                          | Sylvester, or the Wicked Uncle                         | Девушка пишет роман, где главному злодею придаёт черты своего потенциального жениха | любовный, приключенческий (Регентство)                                                                                              |
| 1958      | «Нежданная любовь»            | | Venetia                                                | Девушка по имени Венеция и её хромой брат-инвалид знакомятся с известным распутником «Злым Бароном». | любовный (Регентство) |
| 1959      | «Загадочный наследник»        | («В плену объятий»)                                                                                     | The Unknown Ajax                                       | После смерти старшего сына наследником оказывается сын ткацкой дочери. Он приезжает в поместье | любовный (Регентство) |
| 1961      | «Цена счастья»                | («Смятение чувств», «Счастье по контракту»)                                                             | A Civil Contract                                       | Обедневший виконт женится на богатой не из своего круга | исторический, драма, любовный (Регентство)                                                                                          |
| 1962      | «Идеальный мужчина»           | («Верх совершенства», «Само совершенство», «Виртуоз»)                                                   | The Nonesuch                                           | Лондонский денди, образец вкуса, приезжает в провинцию, чтобы вступить во владение наследством | любовный (Регентство) |
| 1963      | «Цвета лжи»                   | («Под маской»)                                                                                          | False Colours                                          | История братьев-близнецов, где один вынужден подменять другого | любовный (Регентство) |
| 1965      | «Фредерика»                   | | Frederica                                              | Высокомерный маркиз по просьбе дальней родственницы представляет её младшую сестру свету | любовный (Регентство) |
| 1966      | «За порогом мечты»            | («Украденная любовь»)                                                                                   | Black Sheep                                            | Абигайль надо спасать свою племянницу от охотника за приданым, но тут из Индии приезжает его дядя | любовный (Регентство) |
| 1968      | «Всевластие любви»            | | Cousin Kate                                            | Бедная кузина Кейт попадает в дом своих богатых родственников, где есть очень властная тётка и странный болезненный двоюродный брат. Не самый удачный и подражательный из романов писательницы. | любовный (Регентство) |
| 1970      | «Крошка Черити»               | | Charity Girl                                           | Виконт начинает заботиться о притесняемой девушке-сиротке | любовный (Регентство) |
| 1972      | «Достойная леди»              | | Lady of Quality                                        | Леди подбирает сбежавшую из дома юную девушку и готовится к встрече с её злым опекуном | любовный (Регентство) |
| 1975      | «Мой господин»                | | My Lord John                                           | Последняя книга писательницы, 1-й роман из неоконченной трилогии о Джоне, герцоге Бедфордском, брате Генриха V. | исторический, био (XV в.) |

### Детективы
- «Шаги в темноте» — Footsteps in the Dark (1932)
- «Зачем убивать дворецкого?» («Завещание») — Why Shoot a Butler? (1933)
- «Неокончательная улика» («Лакомый кусочек») — The Unfinished Clue (1934)
- «Убийство Адама Пенхаллоу» («Смерть шута», «Яд и судьба», «Пенхаллоу») — Penhallow (1942)

#### Серия «Inspector Hannasyde»
- «Смерть в колодках» («Цена желаний») — Death in the Stocks (1935)
- «Примите яд, пожалуйста» («Никотин убивает…») — Behold, Here’s Poison (1936)
- «Старуха и болван» («Найден мёртвым») — They Found Him Dead (1937)
- «Тупое орудие» — A Blunt Instrument (1938)

#### Серия «Inspector Hemingway»
- «Так убивать нечестно!» — No Wind of Blame (1939)
- «Рождественский кинжал» — A Christmas Party (1941)
- «Убийства на Чарлз-стрит» — Duplicate Death (1951)
- «Неоконченное расследование» — Detection Unlimited (1953)

### Прочее
- Instead of the Thorn (1923)
- Helen (1928)
- Pastel (1929)
- «Упоение страстью» — Barren Corn (1930). Художник женится на продавщице, но она решает освободить его от этого неравного брака.

### Рассказы
- A Proposal to Cicely (1922)
- Pursuit
- Runaway Match
- The Bulldog and the Beast
- Linckes' Great Case
- Сборник «Пистолеты для двоих»:
  - «Пистолеты для двоих» — Pistols for Two
  - «Тайное дело» — A Clandestine Affair
  - «Мисс из Бата» — Bath Miss
  - «Розовое домино» — Pink Domino
  - «Муж для Фанни» — A Husband for Fanny
  - «Проделки Трикс» — To Have the Honour
  - «Ночь в гостинице» — Night at the Inn
  - «Дуэль» — The Duel
  - «Риск» — Hazard
  - «Сугроб» — Snowdrift
  - «Полнолуние» — Full Moon